# Замок Ґланеґґ
Замок Ґланеґґ (нім. Schloss Glanegg) знаходиться в громаді Гредіг в австрійській землі Зальцбург.